# شبح هايلبرون

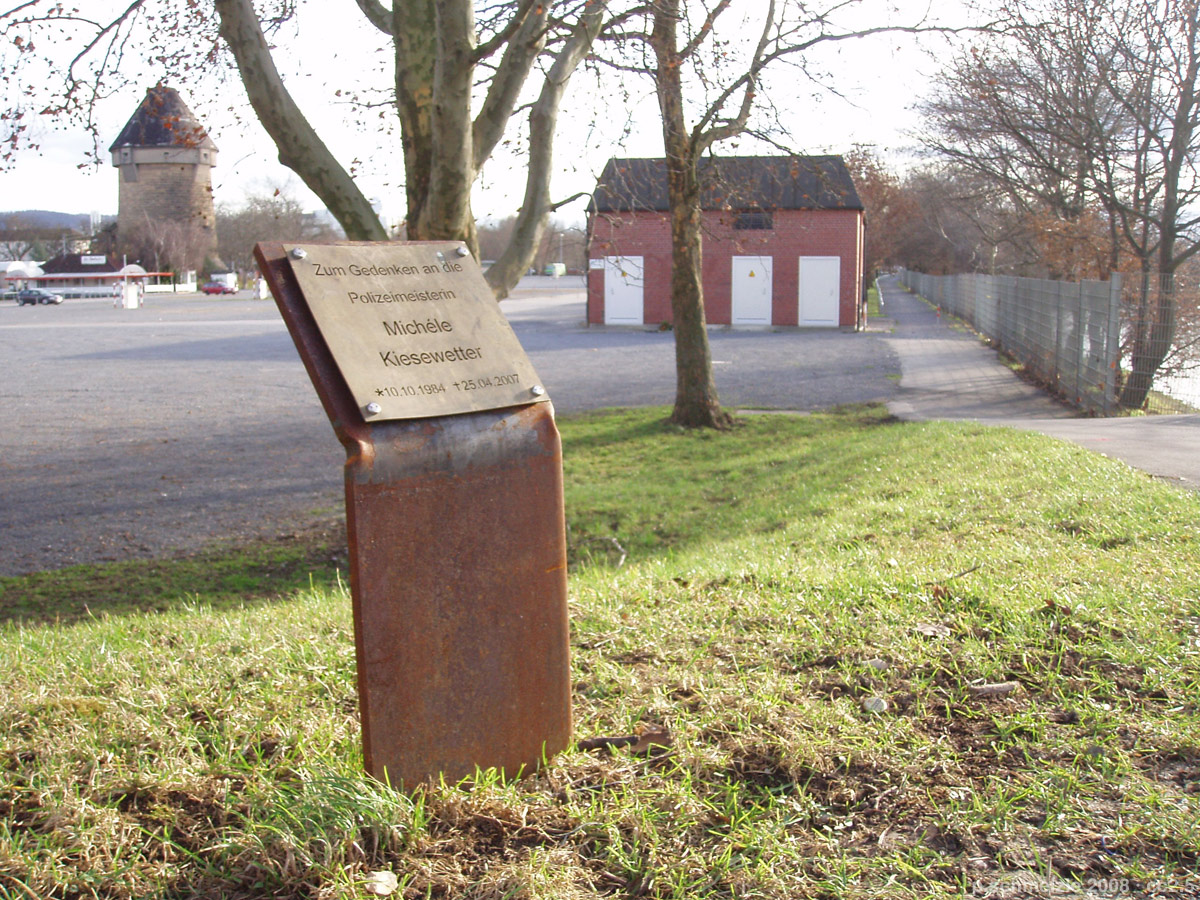
نصب تذكاري قريب من مكان مقتل الشرطية كيسواتر.

شبح هايلبرون مجموعة من الجرائم وقعت في ألمانيا والنمسا وفرنسا إرتبطت فيما بينها بالتحليل الجيني، بين سنة 1993 و 2009. من بين ستة جرائم القتل في هذه السلسة، مقتل الشرطية ميشال كيسواتر في مدينة هايلبرون الألمانية في 25 أفريل 2007.
تم العثور على الحامض النووي لشبح هايلبرون في عدة مسارح للجريمة من قتل وسرقة واغتصاب وفي أماكن متعددة، وفي كل مرة يظهر الحمض النووي لنفس المرأة. قدم المحققون النمساويين فرضية أن يكون الحمض الموجود في عدة جرائم تابع لأحدي موضفي المختبرات الجنائية في ألمانيا. لكن المحققين الألمان رفضوا هذه الفرضية لأنها تمس من سمعة جهازهم الأمني، وفي الآن ذاته فتحوا تحقيقا سري للتثبت من الفرضية. حتي تأكدوا أن النكاشة القطنية المستعملة في المختبر تحتوي فعلا على نفس الحمض النووي لانثى اى أن القطن المستعمل في التحقيقات لموقع الجريمة كان ملوث برغم التعقيم بحمض نووى من مصنع الإنتاج والذى غالبية عامليه من النساء ولا وجود لشبح هايلبرون.